# Washington Ortega
Washington Ortega, vollständiger Name Washington Jesús Ortega Olivera, (* 13. November 1994 in Tranqueras) ist ein uruguayischer Fußballspieler.

## Karriere
Der 1,82 Meter große Torhüter Ortega wechselte Anfang September 2014 zur Apertura 2014 vom Erstligisten Danubio FC auf Leihbasis zum ebenfalls in Montevideo beheimateten Zweitligisten Canadian Soccer Club. In der Spielzeit 2014/15 wurde er 26-mal (kein Tor) in der Segunda División eingesetzt. Ab Juli 2015 schloss sich ein weiteres Leihgeschäft an. Ortega unterschrieb bei Sud América. In der Saison 2015/16 kam er zu einem Erstligaeinsatz. In der Folgespielzeit 2016 blieb er ohne Einsatz.